# Los Angeles
Los Angeles (IPA: [/lɒs.ˈæn.dʒə.lɪs/], spanyolul: Los Ángeles, /los.ˈaŋ.xe.les/) (eredetileg: El Pueblo de Nuestra Señora la Reina de los Ángeles del Río de Porciúncula, magyarul: „A mi úrnőnknek, az Angyalok királynőjének faluja a Porciúncula folyón”), röviden L. A., népesség szerint az Amerikai Egyesült Államok második legnagyobb agglomerációja. Kalifornia gazdasági, üzleti és kulturális központja, számos egyetemmel, főiskolával, kutatóintézettel. A repülőgép- és űripara tekintetében, továbbá a filmiparáról (Hollywood) is ismert.
A várost hivatalosan 1850-ben alapították, de már jóval korábban létezett itt település. 1850-ben a lakossága mindössze 1610 fő volt, ez lett egyben Los Angeles megye székhelye is.
Lakosainak száma 3 898 747 fő (2020. április 1.). A teljes agglomeráció (Metropolitan Area) lakossága 17 545 623. A város földrajzi értelemben is nagy, hiszen több mint 1200 km²-t foglal el, ezzel nagyobb New Yorknál és Chicagónál is. Los Angeles eddig kétszer, 1932-ben és 1984-ben adott otthont Nyári Olimpiai Játékoknak, utóbbi „csonka olimpia” volt, a politikai feszültségek miatt a Szovjetunió kezdeményezésére a legtöbb kelet-európai ország, így Magyarország sem vett részt rajta.
Lévén az Egyesült Államok egyik legnagyobb bevándorlási központja, etnikailag és kulturálisan rendkívül sokszínű. A gazdagok és szegények közötti különbség itt is nagyon nagy, 2023-ban Los Angelesben körülbelül 75 ezer hajléktalan él.

## Története
A terület tengerparti részeit évezredek óta lakták az amerikai őslakosok ("indiánok"), elsősorban a Tongva és a Chumas törzsek. A spanyolok először 1542-ben érkeztek a területre Juan Cabrillo vezetésével, de csak 1769-től állomásoztak itt tartósan. Juan Crespi atya egy "csodálatos folyó"-ról ír, amelyet a felfedezők "Nuestra Señora de Los Angeles de la Porciúncula"-nak neveztek el. 1771-ben alapították Szent Gábriel Arkangyal misszióját, ezzel biztosítva a terület feletti tartós spanyol befolyást.
1781. szeptember 4-én a misszionáriusok települést alapítottak, a folyó neve után, azt kissé lerövidítve El Pueblo de la Reina de los Angeles-nek nevezték azt el, utalva ferences rendi kötődésükre. Mindazonáltal évtizedekig jelentéktelen kis misszió és ranch-szerű település maradt.
Mexikó függetlensége (1820) után a város sorsát meghatározó legnagyobb változást az 1847-ben, a mai Montebello helyén lezajlott csata jelentette, ezután a jenkik szerezték meg a hatalmat a környék felett, akik ezrével tódultak Kaliforniába az aranyláz idején. Ez egyúttal ki is kövezte az utat az államnak az Egyesült Államokhoz történő későbbi csatlakozásához.
Los Angeles városát hivatalosan 1850-ben alapították, ekkor a lakossága 1610 fő volt. A vasút 1876-ra ért a városhoz. 1892-ben kőolajat találtak a környéken, 1923-ra a világ kőolajtermelésének negyedét Los Angeles adta. A város fejlődése szempontjából azonban fontosabb volt a víz. William Mulholland irányításával 1913-ra készült el a Los Angeles Aqueduct, egy 223 mérföld hosszú vízvezeték, ami az Owens folyó vizét szállította a városba. Elsősorban ennek számlájára írható a város 1915 utáni robbanásszerű növekedése. Habár később sok kritika érte az építőket és az egész elgondolást, az bizonyos hogy Los Angeles mérete és jelentősége a töredéke sem lenne a mainak a vízvezeték nélkül.
Az 1920-as évektől a mozi- és a repülőgépipar is felfutott és hozzájárult a további növekedéshez. A város adott otthont az 1932-es Nyári Olimpiai Játékoknak. A második világháború új prosperitást hozott, habár a város sok japán származású lakóját szállították internáló táborokba a háború éveiben. Ebben az időben jelentős számú német emigráns is érkezett a városba, többek között Thomas Mann, Bertolt Brecht és Lion Feuchtwanger.
A háború utáni évek soha nem látott fellendülést hoztak, ekkor népesült be a San Fernando Valley környéke. Ez a folyamat volt a világon az első jelentős szub-urbanizáció, vagyis nagyon gyors, jelentős terület növekedés és egyidejű csökkenő népsűrűség.
Az 1965-ös Watts-féle zavargások hozták felszínre a mélyen gyökerező faji megosztottságot, hiába az ország egyik legfiatalabb városáról is van szó. A kommunista országok távolmaradása ellenére az 1984-es Nyári Olimpia sikeres volt a város számára. 1992-ben ismét véres faji zavargások törtek ki, majd szó szerint is megrázta a várost az 1994-es northridge-i földrengés.
2002-ben népszavazást tartottak a San Fernando Valley és Hollywood közigazgatásilag történő leválasztásáról, de a kezdeményezést a többség elutasította.

## Geográfia és klíma

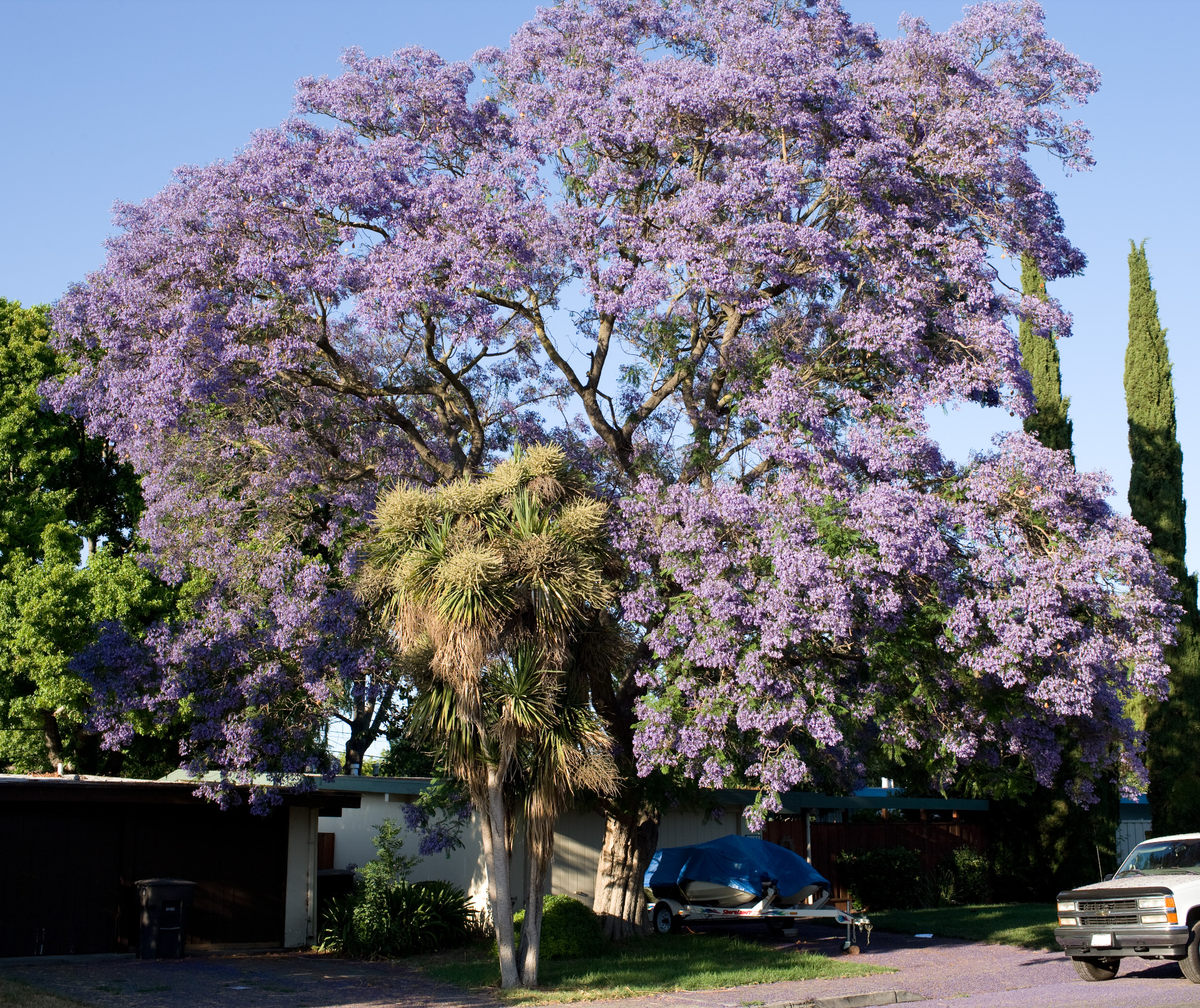
Egy virágzó zsakaranda-fa

Az Egyesült Államok Népességnyilvántartó Hivatala szerint a város teljes területe 1290,6 km². Ebből 1214,9 km² szárazföld és 75,7 km² víz, ez a teljes terület 5,86%-a.
Legnagyobb kiterjedése Észak-Déli irányban 71 km (44 Mf), Kelet-Nyugati irányban 47 km (29 Mf), a város határának kerülete 550 km. Legmagasabb pontja a Sister Elsie Peak 5080 láb (kb. 1700 m), a San Fernando-völgy ÉK-i részén fekszik, a Mount Lukens hegy része. Az időszakosan folyó Los Angeles River szintén a San Fernando-völgyben ered, de szinte teljes hosszában betonozott csatornában folyik a Csendes-óceánig.
A terület számos növény egyedüli termőhelye és sok biológiai közösség élőhelye, sajnos sok közülük a veszélyeztetett vagy kihalófélben lévő faj. Klímája mediterrán, ami dús vegetációnak kedvez.

### Városkép

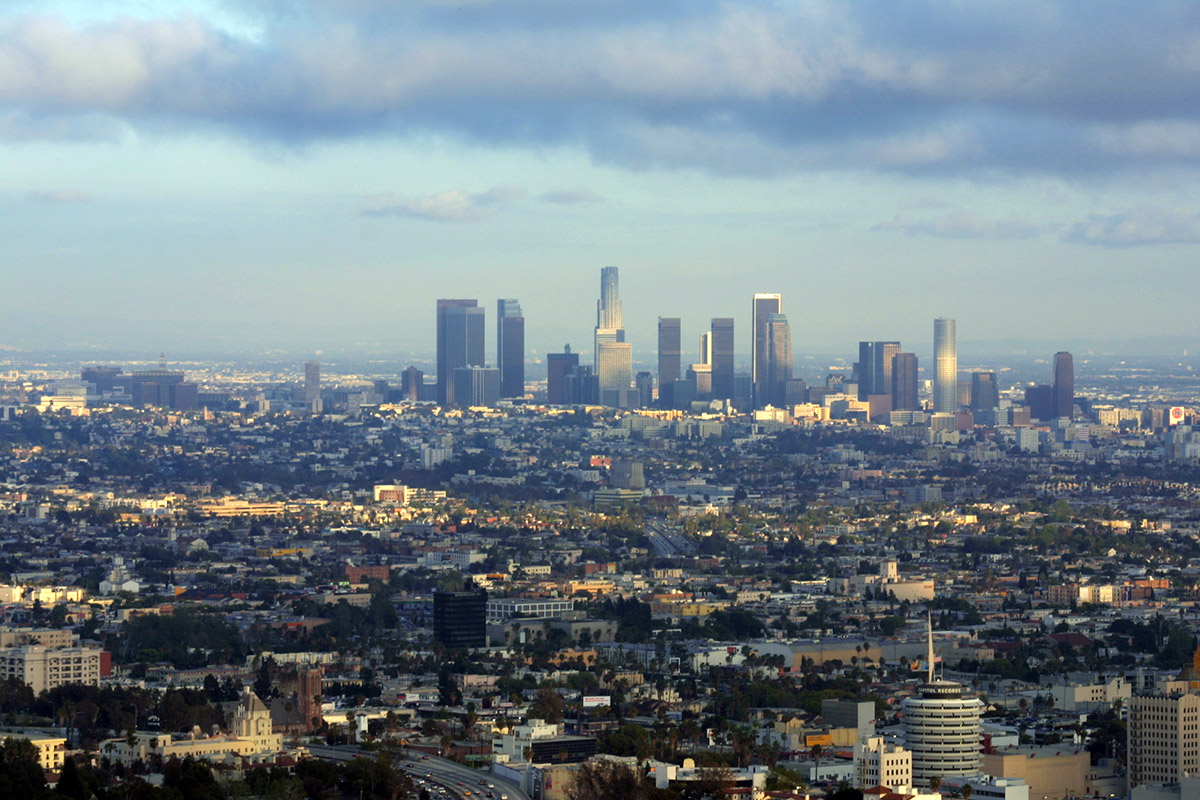
Los Angeles centruma Hollywoodból nézve

A város számos önálló kerületre oszlik. Legtöbbjének neve azokból a falvakból származik, amelyet bekebelezett a növekvő város. Számos terület neve jelöl domborzati elemeket, főbb utcákat, néhány területet pedig a fejlesztők, építők neveztek el. Bár az elnevezések nem hivatalosak, mégis fontosak az ott lakóknak mind tájékozódási, mind kulturális és gazdasági szempontokból. A fontos útvonalakon sok tábla hivatkozik ezekre az elnevezésekre, a gyakorlat évtizedekre nyúlik vissza. 1999-ben hoztak létre helyi önkormányzatokat, ezek területe viszont sok helyen eltér a hagyományoktól.

### Éghajlat

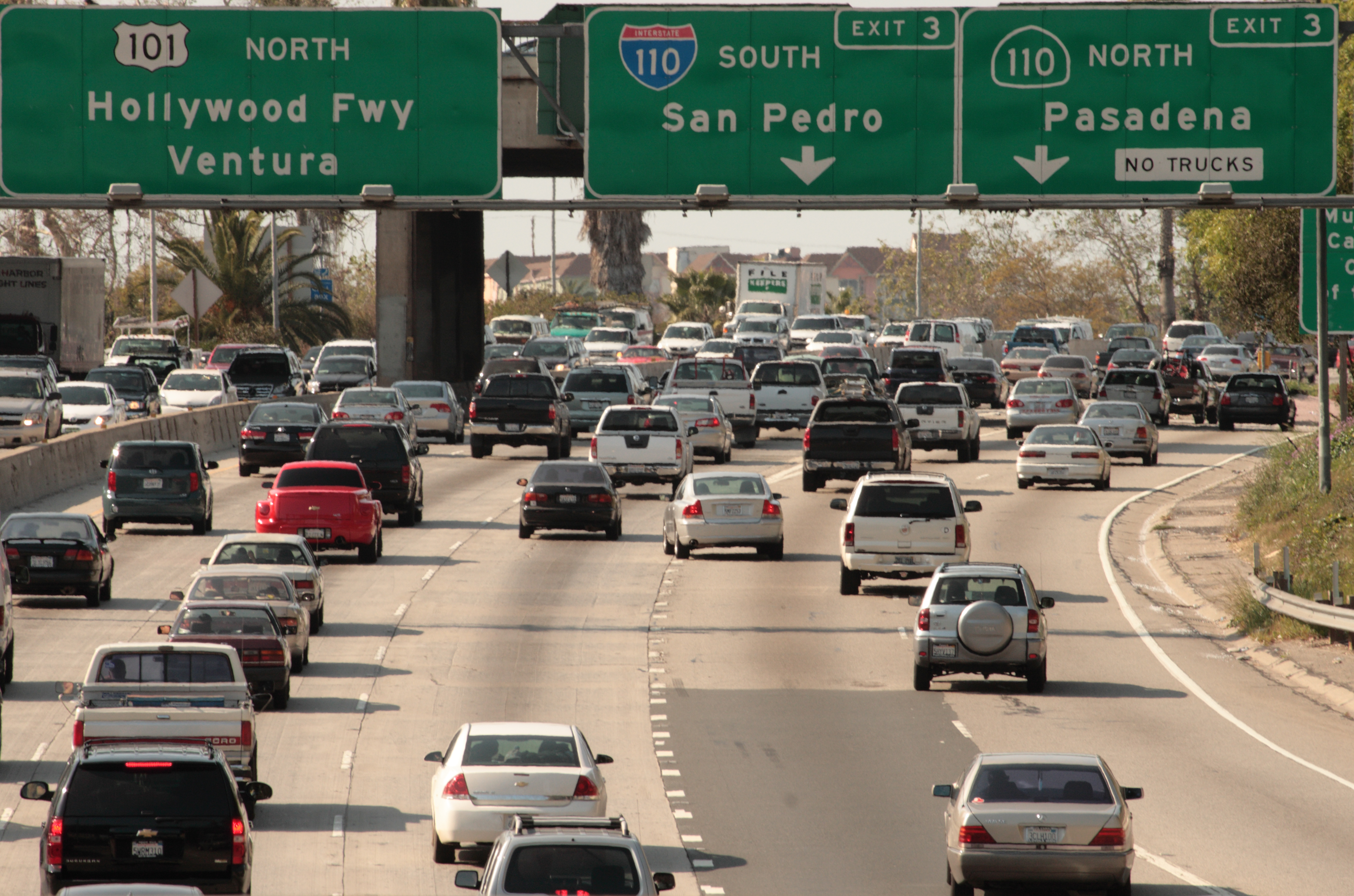
Egy autópálya a városban

Los Angeles a mediterrán övben helyezkedik el, enyhe nedves telek, meleg vagy forró, száraz nyarak jellemzik. Los Angeles és San Diego part menti területein az óceáni szelek kiegyenlítettebb időjárást, enyhébb teleket és hűvösebb nyarakat okoznak, mint a parttól távolabb eső területeken. Nyáron a hőmérséklet jóval 30 °C fölé emelkedhet, ilyenkor különös gondot okozhat a szmog.
| Hónap                         | Jan. | Feb. | Már. | Ápr. | Máj. | Jún. | Júl. | Aug. | Szep. | Okt. | Nov. | Dec. | Év   |
| ----------------------------- | ---- | ---- | ---- | ---- | ---- | ---- | ---- | ---- | ----- | ---- | ---- | ---- | ---- |
| Átlagos max. hőmérséklet (°C) | 20,3 | 20,7 | 21,4 | 22,8 | 23,9 | 25,9 | 28,6 | 29,3 | 28,6  | 26,0 | 22,8 | 20,0 | 24,2 |
| Átlaghőmérséklet (°C)         | 15,1 | 15,7 | 16,5 | 17,9 | 19,4 | 21,3 | 23,6 | 24,1 | 23,4  | 20,9 | 17,4 | 14,8 | 19,2 |
| Átlagos min. hőmérséklet (°C) | 9,8  | 10,6 | 11,7 | 13,0 | 15,0 | 16,7 | 18,5 | 18,8 | 18,2  | 15,8 | 12,0 | 9,5  | 14,2 |
| Átl. csapadékmennyiség (mm)   | 79   | 97   | 62   | 23   | 7    | 2    | 0    | 1    | 6     | 17   | 26   | 59   | 379  |
| Havi napsütéses órák száma    | 225  | 222  | 267  | 303  | 276  | 276  | 364  | 350  | 278   | 255  | 217  | 219  | 3252 |
| Forrás: NOAA                  |      |      |      |      |      |      |      |      |       |      |      |      |      |

A nyári átlagos nappali csúcshőmérséklet 29 °C, a legalacsonyabb éjszakai 18 °C. Télen a nappali csúcs 19 °C és éjszaka sincs hidegebb 8-10 °C-nál. Télen a legvalószínűbb az eső, de minden évszak meleg és száraz, évente 325 napon át süt a nap. A januári középhőmérséklet 14,6 °C, a júliusi 23,5 °C. A városban a legmelegebbet 1985-ben mérték Canoga Park-ban, 46,7 °C-ot, érdekes módon a leghidegebb is itt fordult elő 1989-ben −7,8 °C. Számottevő (megmaradó) hóesés amolyan „egyszer az életben” jelenség, eddig mindössze háromszor fordult elő a város történetében, 5 cm-nyi hó 1932-ben esett, utoljára pedig 1949-ben havazott. Február a legcsapadékosabb hónap, de ez sem jelentős, évente mindössze 330–410 mm eső esik Los Angelesre.

### Környezetszennyezés
A város földrajzi elhelyezkedésének és a legfőbb közlekedési eszközként használt autók hatalmas száma miatt a város jelentős légszennyezettségtől szenved, ez gyakran okoz szmogot. A Los Angeles-i medence és a San Fernando-völgy felfogja a számtalan autó, kamion, hajó és vonat kipufogó gázait és füstjét, ehhez hozzájárul az ipari és egyéb szennyezés is. A talajvíz egyre fenyegetettebb az olajszármazékoktól. Nyilvánvaló az összefüggés a nagy fokú szuburbanizáció és a motorizáció között.

### Szeizmikus aktivitás
Kalifornia más részeihez hasonlóan Los Angeles is gyakran van kitéve földrengéseknek, elsősorban a Szent András-törésvonal és két kisebb dél-kaliforniai törés, a San Jacinto és a Banning közelsége miatt. A rengések többsége jelentéktelen, de a történelem során számos komoly földrengés is megrázta a térséget. Legutóbb az 1994-es northridge-i, ennek központja a San Fernando völgy északi részén volt. 
A jelentős érzelmi megpróbáltatások mellett dollármilliárdokban mérhető károkat okozott a dél-kaliforniaiaknak. Korábban 1987-ben és 1971-ben jegyeztek fel jelentősebb rengéseket.

## Emberek és kultúra

### Népesség
A 2000-es szövetségi népszámlálás adatai szerint 798 407 család, ezen belül 3 694 820 fő élt a város 1 275 412 háztartásában. A népsűrűség 3041,3 fő/km² volt. 1 337 706 lakóépületet tartottak számon, átlagosan 1101,1 darabot egy négyzetkilométeren.
A lakosság megoszlása rasszok szerint: 46,93% fehér, 11,24% afroamerikai, 0,8% őslakos (indián), 9,99% ázsiai, 0,16% csendes-óceáni, 25,7% egyéb és 5,18% két- vagy több etnikumúnak vallotta magát. 46,53% vallotta magát spanyol anyanyelvűnek (az összes rassz közül).
A népesség átlagéletkora 32 év volt.
Az egy háztartásra jutó átlagjövedelem $36 687, ugyanez egy családra számítva $39 942 volt.
2 182 114 lakos született az Egyesült Államokban, ebből 1 485 576 Kalifornia államban, 663 764-en más amerikai államban és 31 792-en az ország külbirtokain (Puerto Rico, Guam, Virgin-szigetek vagy Mariana-szigetek)
Az 1 512 720 külföldi születésű lakos közül 100 252 európai, 376 767 ázsiai, 20 730 afrikai, 4104 óceániai, 996 996 latin-amerikai és 13 859 észak-amerikai. A külföldön születettek közül 569 771 fő 1990 és 2000 márciusa között érkezett az országba (főleg mexikóiak). A külföldi születésűek közül 509 841-en amerikai állampolgárok, a másik 1 millió fő nem.
A város lakosait "Angelenos"-nak hívják, L.A. egy igazi világváros, az egyik legnagyobb és legsokszínűbb közösség a Földön. Különösen gyorsan növekszik a latin-amerikai (mexikói) és az ázsiai közösség, utóbbiból itt található a legnagyobb az országban. Szülőhelyétől távol egy városon belül itt él a világon a legtöbb örmény, kambodzsai, filippínó, iráni, guatemalai, izraeli, japán, koreai, salvadori, thai, mexikói és nem utolsósorban magyar.
Hozzávetőlegesen 140 nemzet lakosai élnek Los Angelesben, összesen legalább 224 különböző nyelvet beszélnek. Jelentős etnikai enklávéi vannak a kínaiaknak (Chinatown) ezenkívül a koreaiaknak, indiaiaknak, van Kis-Örményország, hasonlóan a filippínó és etióp csoportokhoz.

### Művészetek és szórakozás
Los Angelest tartják a világ szórakoztatóipari fővárosának, a belvárostól északnyugatra eső Hollywood városrész neve világszerte egyet jelent a hollywoodi filmgyártással. Az országon belüli kulturális fővárosi címen New Yorkkal osztozik. A szórakoztatóipar legfontosabb ága a filmgyártás, de fontos zenei, képzőművészeti és építészeti centrum is.
Los Angelesben játszódó néhány film
- Bosszúvágy 2 (1982)
- Bosszúvágy 4 (1987)
- Murphy Törvénye (1986)
- Angyalok városa
- Az utca királyai (2008)
- Terminátor – A halálosztó (1984)
- Terminátor 2. – Az ítélet napja (1991)
- Drágán add az életed! (1988)
- Ál/Arc (1997)
- A Vasember (2008)
- Ponyvaregény (1994)
- Halálos fegyver (1987)
- Halálos fegyver 2. (1989)
- Halálos fegyver 3. (1992)
- Halálos fegyver 4. (1998)
- Beverly Hills-i zsaru (1984)
- Beverly Hills-i zsaru 2. (1987)
- Ne várd a csodát! (1989)
- Beverly Hills-i zsaru 3. (1994)
- Tűzhányó (1997)
- Bean – Az igazi katasztrófafilm (1997)
- Tango és Cash (1989)
- Állj, vagy lő a mamám! (1992)
- Csúcsformában (1998)
- A csaj nem jár egyedül (1999)
- Charlie angyalai (2000)
- Charlie angyalai: Teljes gázzal (2003)
- Holnapután (2004)
- Starsky és Hutch (2004)
- Elrabolva (2008)
- Csak szexre kellesz (2011)
- Elrabolva 2. (2012)
- Elrabolva 3. (2015)
- Egyenesen Comptonból (2015)

Los Angelesben játszódó néhány filmsorozat
- Columbo
- Gyilkos számok
- 24 (televíziós sorozat)
- A szökés (Prison Break) 4. évad
- NCIS: Los Angeles
- Két pasi – meg egy kicsi
- Beverly Hills 90210
- Melrose Place
- Pacific Blue
- Baywatch
- V.I.P. – Több, mint testőr
- Spencer (televíziós sorozat)
- A szupercsapat (részben)
- Angel
- Agymenők
- Glee – Sztárok leszünk!
- Joey
- Doktor Addison
- Igen, drágám!
- V, mint Viktória
- Lucifer az Újvilágban

Los Angelesben játszódó néhány videojáték
- Midnight Club II
- Midnight Club: Los Angeles
- Grand Theft Auto: San Andreas (mint „Los Santos”)
- Grand Theft Auto V (mint „Los Santos”)
- L.A. Noire

### Média
A legfontosabb napilap a Los Angeles Times. La Opinión címmel jelenik meg a legfontosabb spanyol nyelvű napilap. Emellett számtalan regionális és specializálódott lap és magazin jelenik meg, egy részük, mint például a Variety című szórakoztatóipari szaklap, világszerte ismert. Természetesen emellett szinte minden jelentősebb nyelvi-etnikai csoport jelentet meg lapot az anyanyelvén.
A területen hatalmas a választék helyi tv- és rádiócsatornákból is, tekintve hogy New York City után ez az ország második legnagyobb média-piaca, közel 5 és fél millió háztartással. A nagy országos tv-hálózatoknak (CBS, NBC, ABC, Fox, Warner, UPN, PBS) és rádióknak mind van helyi csatornája, a stúdiók is Los Angelesben vannak, hatalmas területeken, viszont a pénzügyi központja ezeknek is New Yorkban található. Itt is található több spanyol és különféle ázsiai nyelvű médium.

### Sport
| Klub                          | Sport            | Liga                    | Hazai pálya                   |
| ----------------------------- | ---------------- | ----------------------- | ----------------------------- |
| Los Angeles Dodgers           | Baseball         | MLB: National League    | Dodger Stadium                |
| Los Angeles Angels of Anaheim | Baseball         | MLB: American League    | Angel Stadium of Anaheim      |
| Los Angeles Lakers            | Kosárlabda       | NBA: Nyugati főcsoport  | Crypto.com Arena              |
| Los Angeles Clippers          | Kosárlabda       | NBA: Nyugati főcsoport  | Crypto.com Arena              |
| Los Angeles Sparks            | Kosárlabda       | WNBA: Nyugati főcsoport | Crypto.com Arena              |
| Anaheim Ducks                 | Jégkorong        | NHL: Nyugati főcsoport  | Arrowhead Pond                |
| Los Angeles Kings             | Jégkorong        | NHL: Nyugati főcsoport  | Crypto.com Arena              |
| C.D. Chivas USA               | Labdarúgás       | MLS                     | Home Depot Center             |
| Los Angeles FC                | Labdarúgás       | MLS                     | BMO Stadion                   |
| Los Angeles Galaxy            | Labdarúgás       | MLS                     | Home Depot Center             |
| Los Angeles Avengers          | Arena Football   | AFL                     | Crypto.com Arena              |
| Los Angeles Rams              | amerikai futball | NFL                     | Los Angeles Memorial Coliseum |
| Los Angeles Chargers          | amerikai futball | NFL                     | StubHub Center                |
| Los Angeles Knight Riders     | krikett          | MLC                     | (még nincs)                   |

A fenti lista érdekessége, hogy annak ellenére, hogy az ország második legnagyobb televíziós piaca, a legnépszerűbb amerikai sport, az amerikai futball csúcsligájában, az NFL-ben 1995 óta nincs csapata a városnak. A Rams St. Louisba, a Raiders Oaklandbe tette át a székhelyét az 1994-es szezon végén. Ezen felül a később az NFL-be olvadt rivális liga, az AFL egyik csapata, a Chargers megalakulásakor egy évig Los Angeles-i székhellyel működött, majd 1961-ben San Diegóba költözött a csapat. '95 óta folyamatosan hallani pletykákat, hogy egyik-másik franchise LA-be költözik. Arnold Schwarzenegger kaliforniai kormányzó erőteljesen lobbizik az LA Coliseum kibővítéséért, illetve Anaheimbe is szeretne egy stadiont. Különböző források szerint az NFL ezt csak abban az esetben támogatná, ha két csapat beleegyezne a közös stadionhasználatba (hasonlóan a New York-i csapatokhoz) az óriási - kb. 1 milliárd dolláros - építési költségek miatt.
A strandröplabdát és a windszörföt is a Los Angeles környéki partokon találták fel, habár utóbbinak a gyökerei Hawaii-ra vezethetők vissza. A város Venice nevű negyede a gördeszka szülőhazája és itt vált először népszerűvé a görkorcsolya. A partokon népszerű sport a hullámlovaglás (szörfözés) is, amelynek külön szubkultúrája alakult ki.
Los Angeles kétszer adott otthont nyári Olimpiai Játékoknak, 1932-ben és 1984-ben.

## Gazdaság

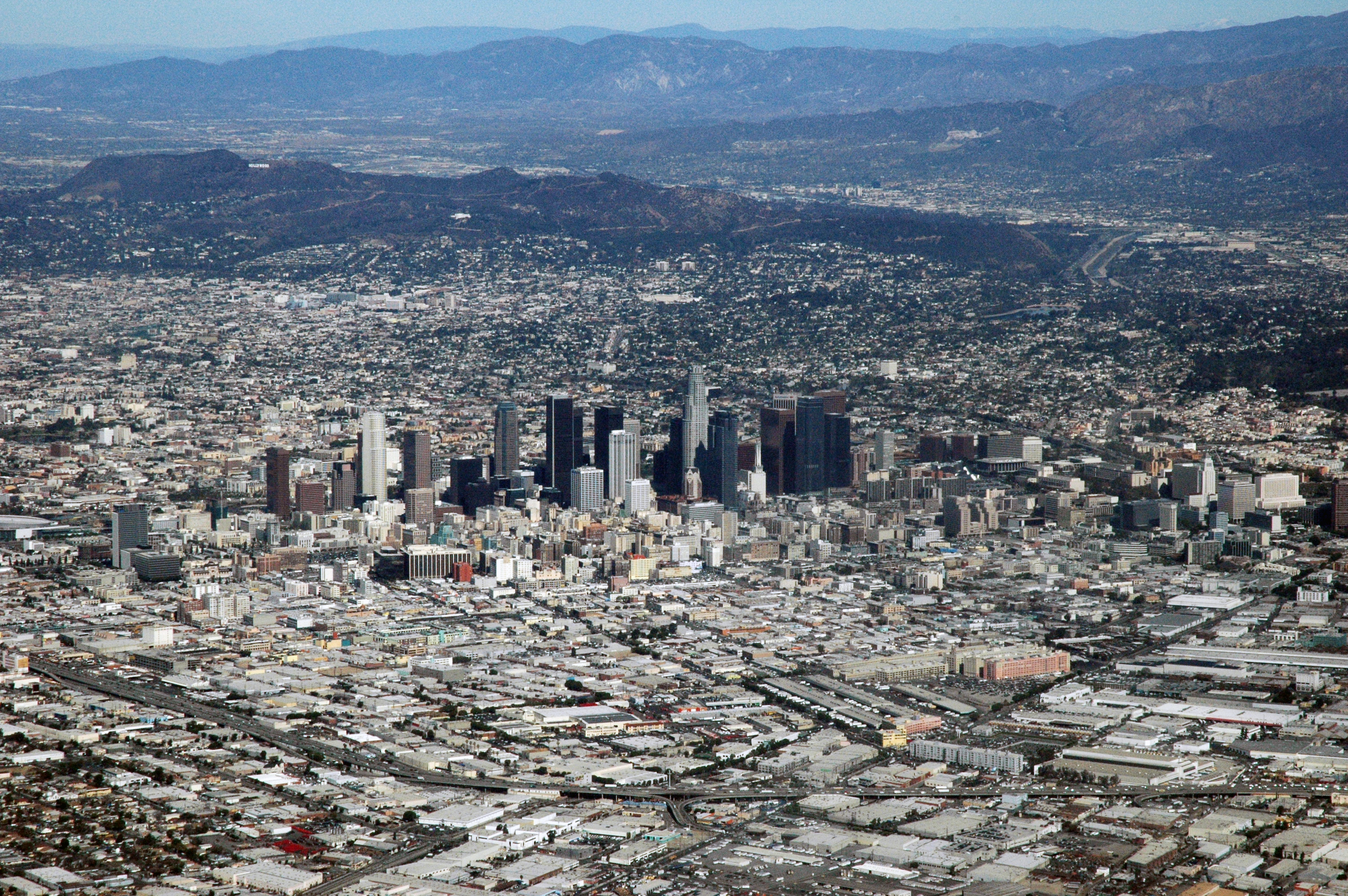
Los Angeles centruma a magasból

A környék gazdaságának húzóágazatai a mezőgazdaság, olaj- és repülőgépipar, a kereskedelem, a szórakoztató ipar és a média valamint a turizmus. Talán meglepő módon ez az ország legnagyobb kézműipari központja is. Los Angeles és Long Beach összefüggő kikötői a legjelentősebbek az ország nyugati felén és az egész Csendes-óceánon.
Ez a világ legnagyobb szórakoztatóipari központja, beleértve a "korhatáros" műfajokat is. Fontos média-, pénzügyi-, telekommunikációs-, jogi- és turista központ, jelentős az egészségügy és a közlekedés gazdasági szerepe is.
Három nagy Los Angeles-i székhelyű cég szerepel a Fortune 500 listáján, a repülőgépiparból a Northrop Grumman, az Occidental Petroleum az energiaszektorból és a KB Home építőipari óriás.
További jelentős cégek székhelyei találhatók a városban, többek között a 20th Century Studios (korábban: 20th Century Fox), Herbalife, Univision, Guess, Paramount Pictures, Sunkist, Fox Sports.
Az agglomerációban még több világcég központja található, akik elsősorban a város magas adói és a kedvezőbb ingatlanárak miatt "menekültek" a környező területekre. Néhány ismert világcég és szervezet, amelynek Los Angeles külvárosaiban van a központja: AMPAS (Filmakadémia), City National Bank, Hilton Hotels, The Walt Disney Company, Warner Brothers, Belkin, Sony Pictures Entertainment (Columbia Pictures), DreamWorks, Mattel, Cunard Lines, Princess Cruises.

## Infrastruktúra

### Önkormányzat
A várost polgármester és a városi tanács kormányozza. A jelenlegi polgármester Eric Garcietti, 15 tanácsi kerület van.
A Los Angeles-i Rendőrség (LAPD) felel a város rendjéért. A Los Angeles Megyei Seriff Hivatala illetékes a terület közigazgatásilag nem Los Angeleshez tartozó részein és néhány külvárosban is. A California Highway Patrol felel állami szinten Kalifornia rendjéért.
A legnagyobb helyi finanszírozású szervezetek az LAPD mellett a közkönyvtárak hálózata, az Egyesített Los Angeles-i Iskolakerület és a közműveket felügyelő és részben szolgáltató Víz és Energia Hivatal.
Sok külvárosi lakos tartja a városi tanácsot tehetetlennek és alkalmatlannak egy ekkora terület kormányzására. 2002-ben a San Fernando-völgy és Hollywood lakosai népszavazást írattak ki a két terület L.A.-ből történő kiválásáról, a kezdeményezést azonban a város lakói végül leszavazták. Az elégedetlenséget főként az okozza, hogy a sűrűbben lakott belső kerületek és a Belváros aránytalanul több költségvetési pénzt kap, mint az említett külső övezetek.
A problémák orvoslására korlátozott jogokkal rendelkező kerületi tanácsokat hoztak létre 1996-tól kezdődően. Ezek területei nem feltétlenül egyeznek meg a hagyományos és külön neveket viselő városrészekkel. Jelenleg 90 ilyen tanács működik, néhány kisebb sikertől eltekintve azonban munkájukat nagyon megnehezíti az állami jog és a bürokrácia.

### Közlekedés

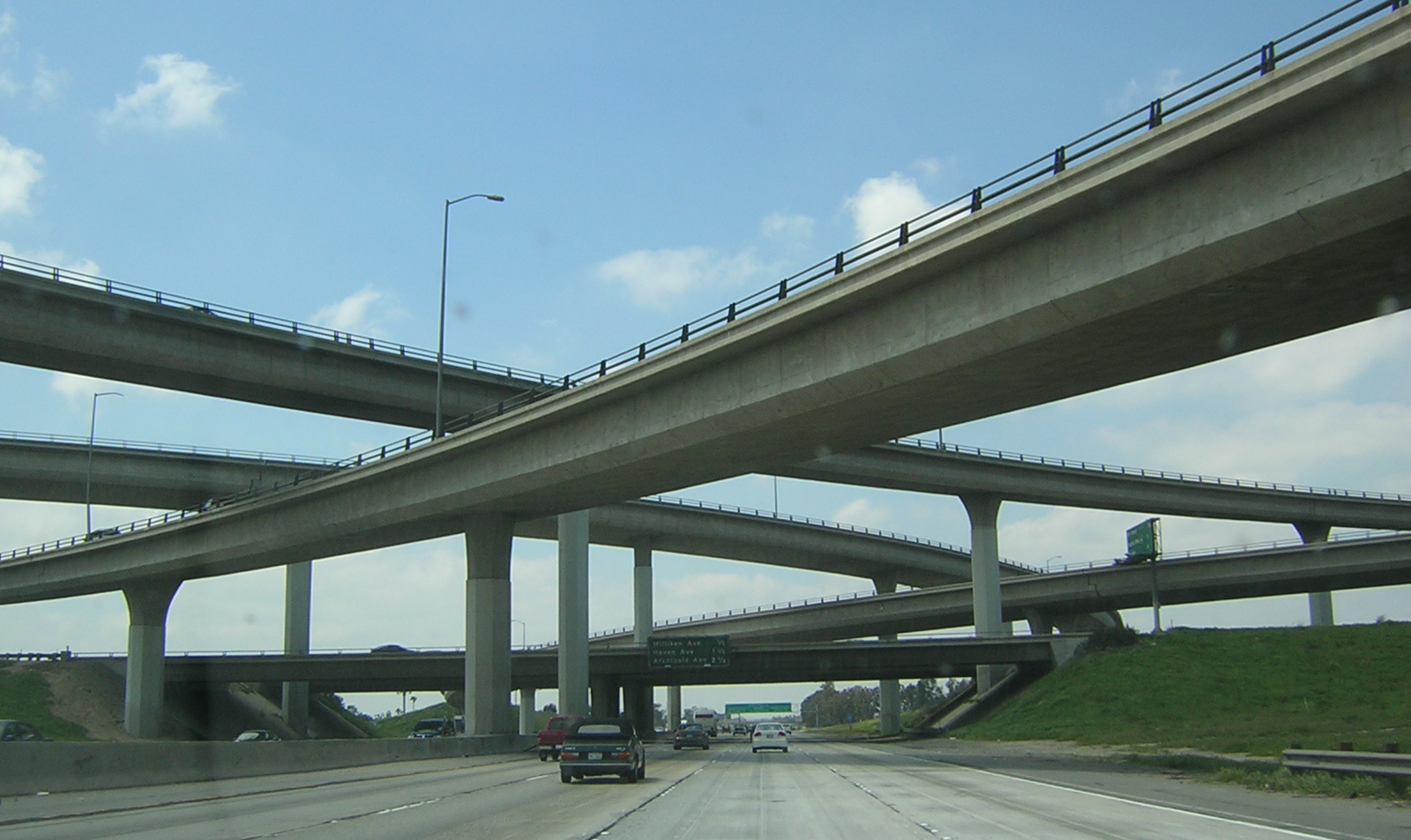
Útkereszteződés főutak találkozásánál (I10, I155)

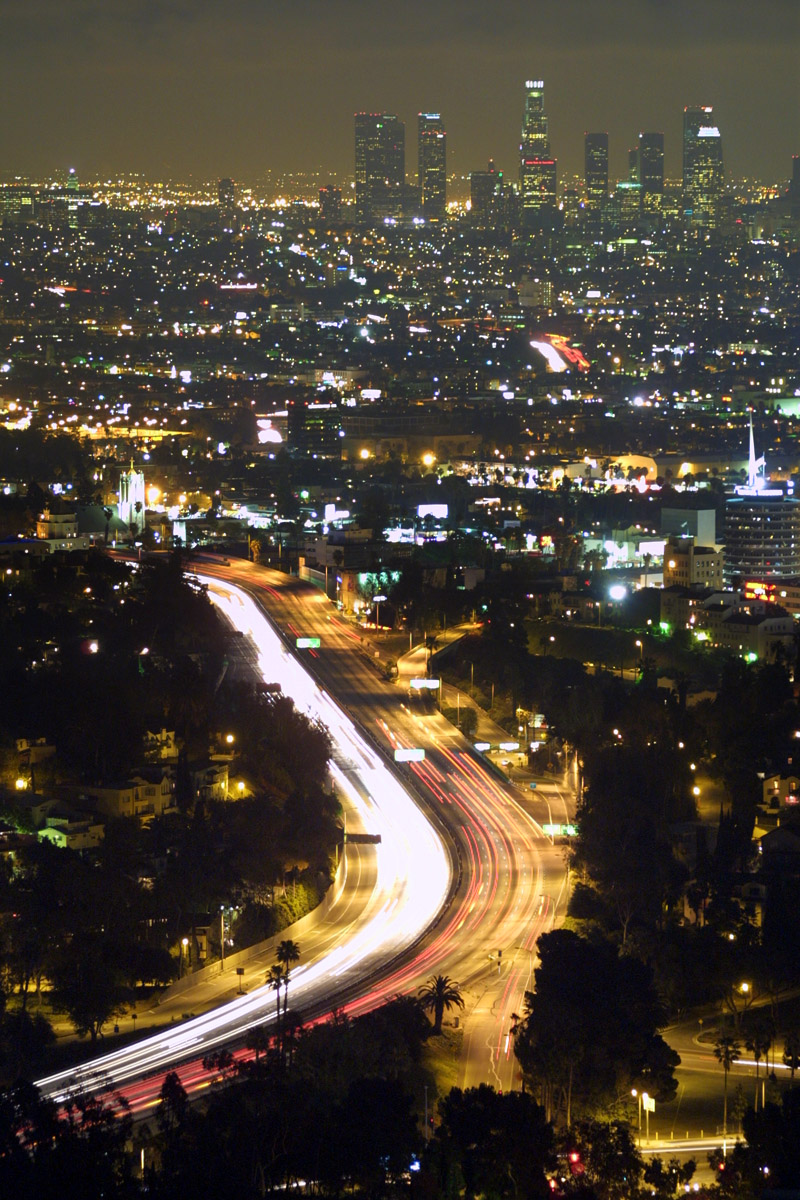
Los Angeles éjszaka, előtérben a Hollywood Freeway

A város a hatalmas Dél-Kaliforniai Autópálya hálózat központjában fekszik. Habár a város az óriási forgalmi dugókról és a túlmotorizáltságról hírhedt, az év legtöbb napján az utak nagyjából sikeresen vezetik le az összesen napi 160 millió km-t közlekedő autóáradatot.
A városban a Megyei Közlekedési Hatóság üzemelteti a tömegközlekedést, ami buszokból, metróból és magasvasutakból áll, ezek is több mint egymillió utast szállítanak naponta.
A várost 5 fő és több kisebb közforgalmú repülőtér szolgálja ki, ez rekordnak számít az amerikai nagyvárosok között. Fő reptere a Los Angeles-i nemzetközi repülőtér (LAX), a világ 5., az ország harmadik legforgalmasabb repülőtere, 2003-ban 55 millió utas és kétmillió tonna áru haladt át rajta.
Az egybefüggő Los Angeles – Long Beach-i kikötő a világ legforgalmasabb és területét tekintve harmadik legnagyobb konténer terminálja. A kereskedelmi kikötők mellett számos kisebb-nagyobb sport- és yachtkikötő ad otthont a közel százezernyi kishajónak.

### Telefon körzetszámok
"Nagy Los Angeles"-t, az agglomeráció területét több körzetszám fedi le:
- 213 – Belváros (a 714-es körzetszám bevezetéséig, 1951-ig ez volt egész Dél-Kalifornia körzetszáma)
- 310 – Nyugat L.A., Santa Monica, Beverly Hills, West Hollywood, Culver City, South Bay, a Palos Verdes-félsziget
- 323 – A belváros körüli területek, Hollywood, Wilshire, az East Side és Dél-L.A. egy része
- 424 – azonos a 310-es területével, 2005-ben vezették be kiegészítésképpen
- 562 – A város délkeleti részei, Long Beach
- 626 – A San Gabriel-völgy és Pasadena
- 661 – Santa Clarita és környéke, Palmdale, Lancaster
- 714 – Oranange County északi része
- 805 – Ventura
- 818 – A San Fernando-völgy, Burbank, Glendale
- 909 – San Bernardino és az északi rész
- 949 – Orange County déli része
- 951 – Riverside és környéke

Az alábbi honlap szolgál a legfrissebb információkkal: 

## Vallás
A kereszténység a legelterjedtebb vallás.
A város a Los Angeles-i főegyházmegye érseki székvárosa.

## A város híres szülöttei
- Billie Eilish
- Marilyn Monroe
- Liza Minnelli
- Dustin Hoffman
- Ryan O’Neal
- Diane Keaton
- Jamie Lee Curtis
- Michael Bay
- Jeff Bridges
- Val Kilmer
- Madeleine Stowe
- Jake Gyllenhaal
- Leonardo DiCaprio
- Angelina Jolie
- Gwyneth Paltrow
- Freddie Prinze Jr.
- Jodie Foster
- Jason Segel
- Adam Levine
- Chris Pine
- Ashley Olsen
- Mary-Kate Olsen
- Haley Joel Osment
- Emily Osment
- Shia LaBeouf
- Kate Hudson
- Oliver Hudson
- Christina Applegate
- David Faustino
- Tori Spelling
- Kristen Stewart
- Tyrese Gibson
- will.i.am
- Ice Cube
- David Carradine
- Emily Deschanel
- Zooey Deschanel
- Jenna Elfman
- Mia Farrow
- Sydney Pollack
- Josh Groban
- Jason Scott Lee
- Tony Goldwyn
- Game
- Rami Malek

## Oktatás
A város legfontosabb egyetemei:

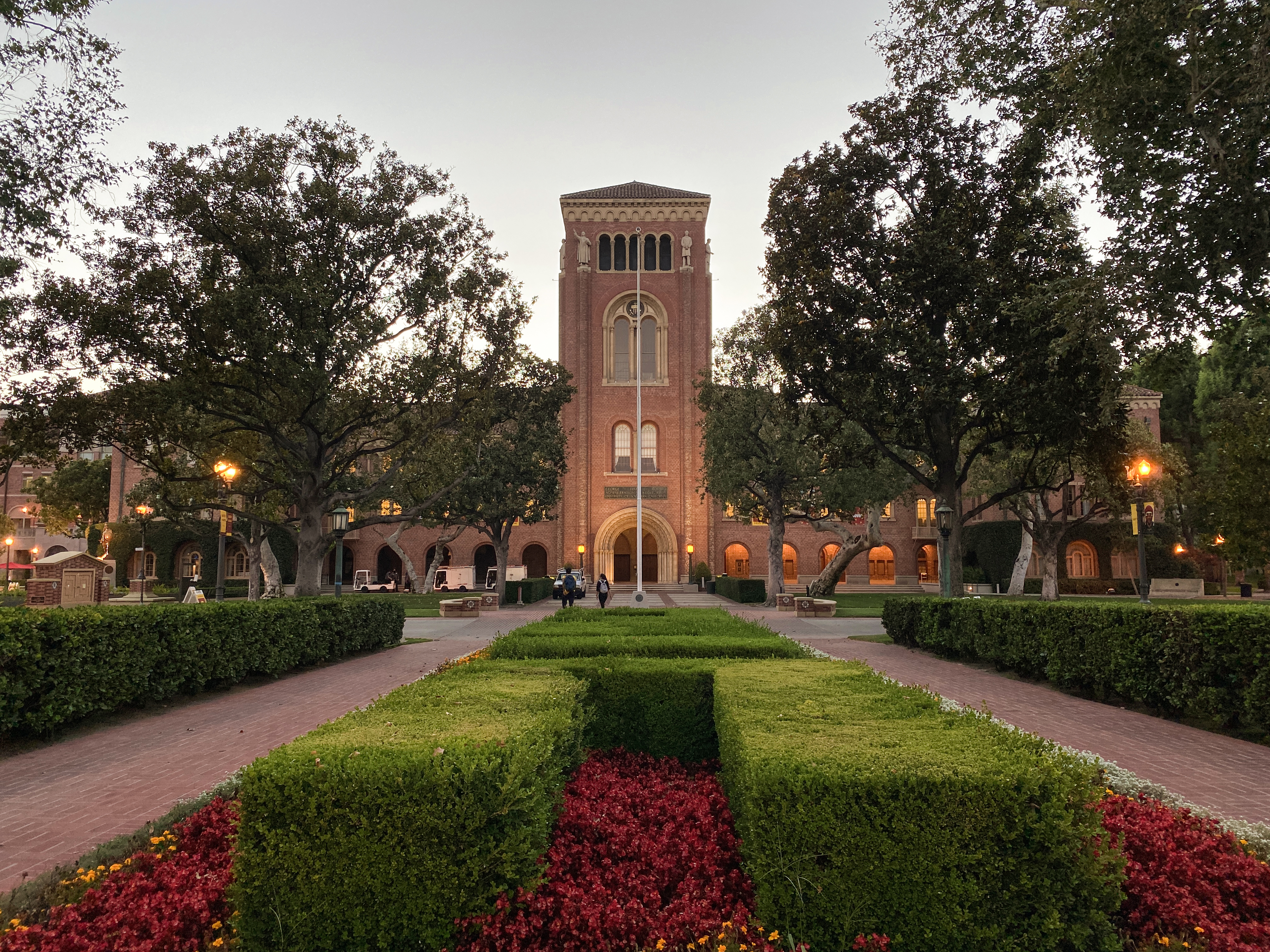
A Dél-kaliforniai Egyetem egyik könyvtára

- Dél-kaliforniai Egyetem (USC vagy SoCal)
- Los Angeles-i Kaliforniai Állami Egyetem (CSULA)
- Northridge-i Kaliforniai Állami Egyetem (CSUN)
- Los Angeles-i Kaliforniai Egyetem (UCLA)
- Loyola Marymount Egyetem
- California Institute of Technology (a város határain kívül, de Greater Los Angeles-ben)

## Testvérvárosok

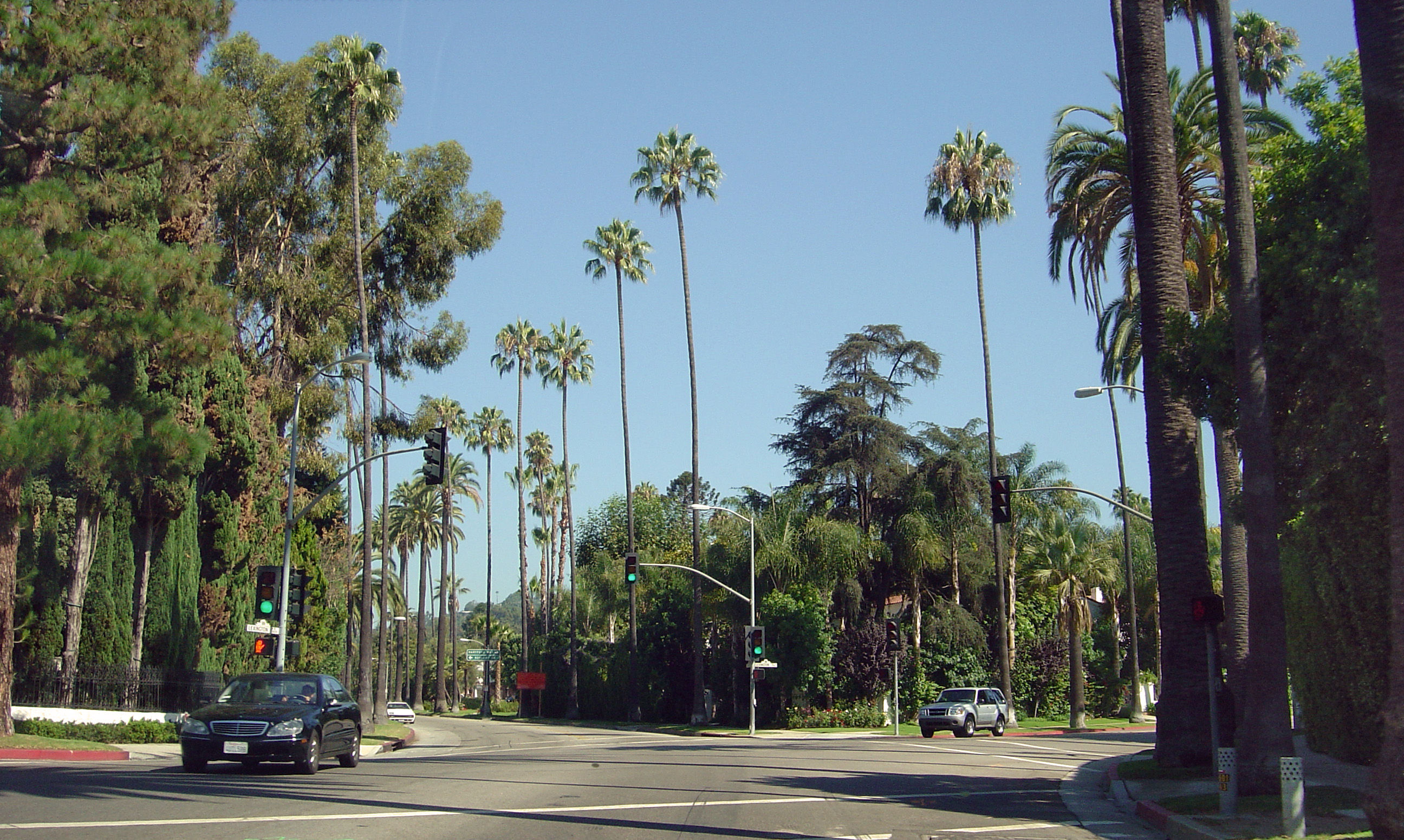
Beverly Hills-i utca

Los Angelesnek 23 testvérvárosa van.
| - Vancouver - Athén - Auckland - Puszan - Makati - Mexikóváros |  | - Mumbai - Nagoja - Szentpétervár - Salvador - Split - Teherán |  | - Berlin - Tajpej - Bordeaux - Eilat - Gíza - Kanton |  | - Jakarta - Kaunas - Jereván - Lusaka - Podgorica |